# Kanton Weiden

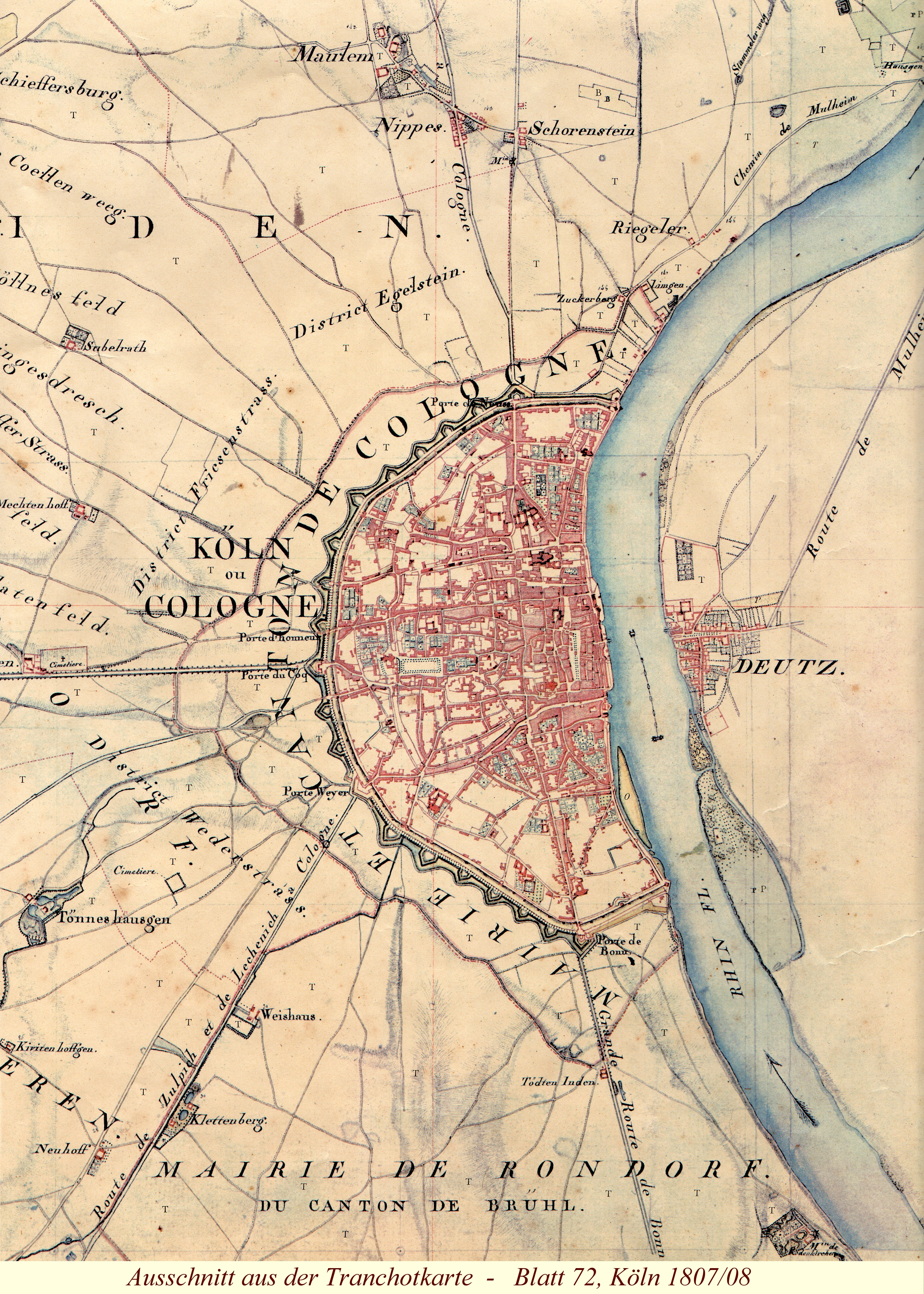
Stadtnahe Bereiche des Kantons Weiden um 1810

Der Kanton Weiden war eine der zehn Verwaltungseinheiten im Arrondissement de Cologne (dt. Distrikt Köln) des Départements de la Roer (dt. Rur-Departement). Er wurde von der Französischen Republik im Jahr 1798 in den bereits 1794 eroberten linksrheinischen Territorien des Heiligen Römischen Reiches gebildet und bestand bis zum Jahr 1814.

## Verwaltungseinheiten
Der Verwaltungsbezirk Köln umfasste die Kantone Köln, Bergheim, Brühl, Dormagen, Elsen, Jülich, Kerpen, Lechenich, Weiden und Zülpich.

### Weiden
Weiden war der Hauptort des nach ihm benannten Canton de Weyden im Département de la Roer. Grundlage dieser neuen Gliederung waren die für alle französischen Départements gültigen Erlasse der Regierung, die die Vorschläge des Regierungskommissars François Joseph Rudler umsetzten, der eine völlig neue Verwaltungsstruktur für die eroberten Gebiete entworfen hatte und sie in Départements aufteilte. Nach dem „Tableau Général des cantons, communes, censes et métairies, composant le departement de la roer, avec indication de la population de chaque commune et canton“ vom 24. Dezember 1798, einer allgemeinen Darstellung der das Rurdepartement bildenden Kantone, Gemeinden, Lehen und Meiereien mit Angabe der Bevölkerung jeder Gemeinde und jedes Kantons umfasste der Kanton Weiden folgende Gemeinden:
| A bis Z | Verwaltungssitz | Zugehörige Gemeinden und ihre Weiler         | Einwohnerzahl |
| ------- | --------------- | -------------------------------------------- | ------------- |
| 1       | Weiden          | Bachem                                       | 213           |
| 2       | Weiden          | Bocklemünd                                   | 88            |
| 3       | Weiden          | Brauweiler                                   | 246           |
| 4       | Weiden          | Buschbell                                    | 272           |
| 5       | Weiden          | Efferen und Stotzheim                        | 595           |
| 6       | Weiden          | Frechen                                      | 1361          |
| 7       | Weiden          | Freimersdorf und Dansweiler                  | 256           |
| 8       | Weiden          | Geyen                                        | 304           |
| 9       | Weiden          | Junkersdorf                                  | 151           |
| 10      | Weiden          | Groß- und Kleinkönigsdorf                    | 412           |
| 11      | Weiden          | Lindt                                        | 52            |
| 12      | Weiden          | Lövenich                                     | 258           |
| 13      | Weiden          | Longerich                                    | 149           |
| 14      | Weiden          | Manstedten und Ingendorf                     | 91            |
| 15      | Weiden          | Melaten und Kriel                            | 10            |
| 16      | Weiden          | Mengenich                                    | 50            |
| 17      | Weiden          | Mützheim (?) und Ossendorf                   | 83            |
| 18      | Weiden          | Müngersdorf                                  | 160           |
| 19      | Weiden          | Niehl                                        | 149           |
| 20      | Weiden          | Nippes und Merheim (linksrh.)                | 249           |
| 21      | Weiden          | Poulheim                                     | 288           |
| 22      | Weiden          | Sinthern                                     | 208           |
| 23      | Weiden          | Uesdorf                                      | 59            |
| 24      | Weiden          | Volkhoven                                    | 38            |
| 25      | Weiden          | Weiden                                       | 76            |
| 26      | Weiden          | Widdersdorf                                  | 184           |
| Total   | Kanton Weiden   | Einwohnerzahl im Jahr 1798 (Quellennachweis) | 6002          |

### Mairien
Das am 17. Februar 1800 erlassene Gesetz bestimmte Köln zum Arrondissement, dem Verwaltungssitz des Kantons Weiden. Die große Anzahl der Gemeinden, die oft auch aus sehr kleinen Zusammenschlüssen bestanden, wurden auf Anordnung der Präfektur in ihrer Anzahl verringert und zu Großbürgermeistereien, die als Mairien bezeichnet wurden, vereinigt. Ab dem 30. Juni 1802 wurden die Rheinlande endgültig französisches Staatsgebiet. Köln war für den nun aus sieben Mairien bestehenden Kanton Weiden zentrale Anlaufstelle in Verwaltungsangelegenheiten. Dem „Canton Cologne“ gegenüber waren alle anderen Kantone gleichrangig gestellt. Eine Statistique du Departement de la Roer führte folgende (alte Schreibweise) Mairien auf:
Efferen
Mit Efferen, Antonishäusgen (Gelände der späteren Lindenburg), Kalirenhofger (?), Kirchburg (Kitschburg Lindenthal), Kreilerhoff (Kriel), Lindt (Hohenlind), Decksteinerhoff (ferme=Hof) und Stotzheim
Frechen
Mit Frechen, Buschbell, Backum (Bachem), Benzelrath, Forst, Hüchelen, Hemmerich (ferme), Mansdorff und Stüttgen (ferme)
Frimersdorff
Mit Frimersdorff, Manstedten, Rath, Widdersdorff, Brauweiler und Domsweiler (Dansweiler)
Levenich
Mit Levenich (Lövenich), Weyden, Udorff (Uesdorf), Junkersdorff, Groß- und Kleinkönigsdorff
Longerich
Mit Longerich, Bergheimerhoff (ferme), Butzweiler (ferme), Lindweiler, Heimersdorff (ferme), Kreilkerhoff (ferme), Merheim (linksrheinisch), Niehl, Weidenpesch (ferme), Nippes, Nüssenberg, Riehl und Volkhofen
Müngersdorff
Mit Müngersdorff, Mechtern (ferme), Melaten, Mengenich, Ossendorff, Pickendorff, Subbelrath und Bocklemünd
Poulheim
Mit Poulheim (Pulheim), Plesmuhl (ferme), Sintheren, Altenhof und Geyen
(Quellennachweis)

### Ende des Kantons
Das Territorium des Kanton Weiden wurde nach der französischen Zeit ein Teil des 1816 gebildeten Landkreises Köln im Regierungsbezirk Köln der preußischen Rheinprovinz und wurde zum späteren Kreis Köln.